# Öppet Varv
Öppet Varv (tidigare Öppna Varv) är en båtmässa i Orusts kommun som arrangeras av Hallberg-Rassy i samarbete med Orusts Kommun. Mässan som är Skandinaviens största segelbåtsmässa äger rum årligen i slutet av augusti och har arrangerats sedan 1993.
Deltagande varv är bland andra Hallberg-Rassy i Ellös, X-Yachts, Linjett, Najad, Regina, Nauticat, Discovery, Dragonfly, Faurby, CR, FinnFlyer med flera, men sedan ett flertal år är det bara Hallberg-Rassy som visar upp båtar i produktion och därmed det enda egentliga Öppna Varvet.